# Paradioxys pannonica
Paradioxys pannonica là một loài ong trong họ Megachilidae. Loài này được Mocsáry miêu tả khoa học đầu tiên năm 1877.